# Dick Sargeant
James Fred Robert Sargeant dit Dick Sargeant  est un skipper australien né le 17 mars 1936 à  Kobe. 

## Carrière
Dick Sargeant remporte lors des Jeux olympiques d'été de 1964 la médaille d'or en classe 5,5 mètres sur Barrenjoey avec Peter O'Donnell et Bill Northam.